# Hoplisoma
Hoplisoma es un género de peces siluriformes de agua dulce de la subfamilia Corydoradinae. Sus 113 especies se distribuyen en aguas templado-cálidas y cálidas del centro-norte y centro-sur de Sudamérica. Sus integrantes son denominados comúnmente limpiafondos, barrefondos, tachuelas, etc.

## Taxonomía

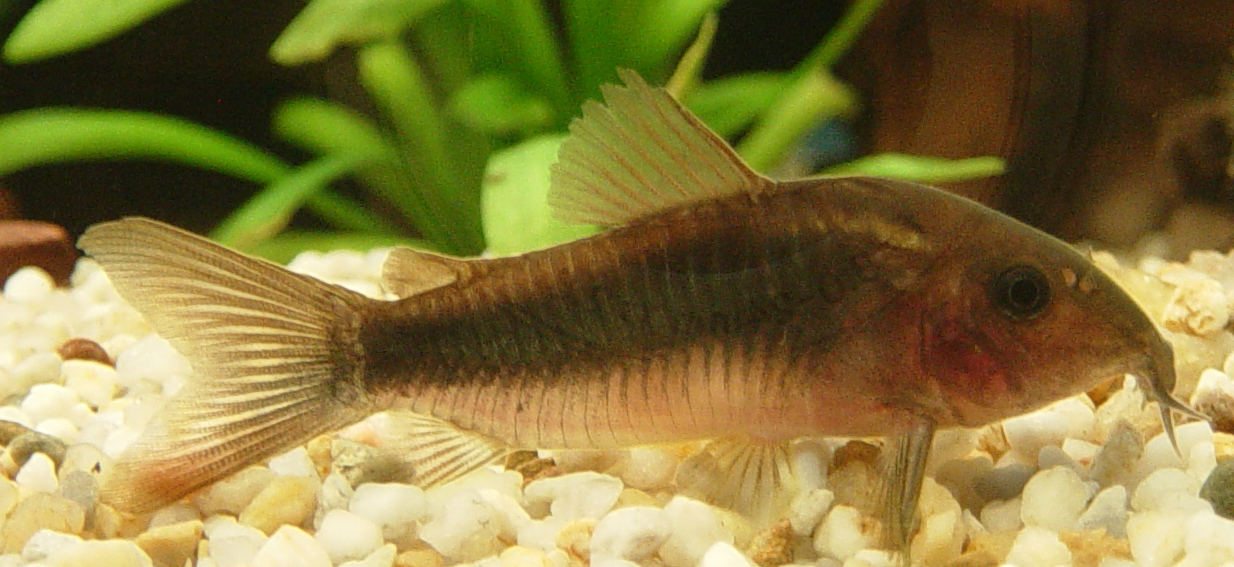
Hoplisoma aeneus.

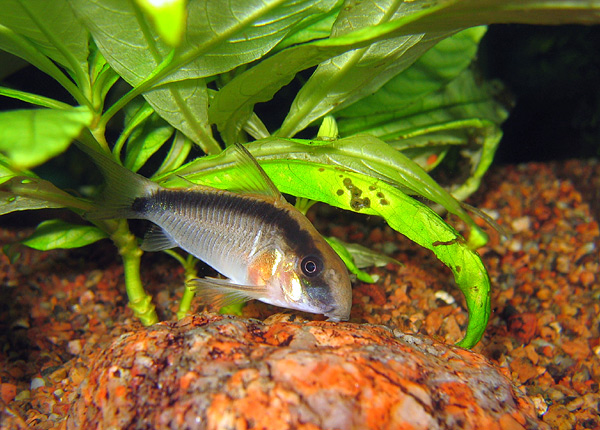
Hoplisoma arcuatus.

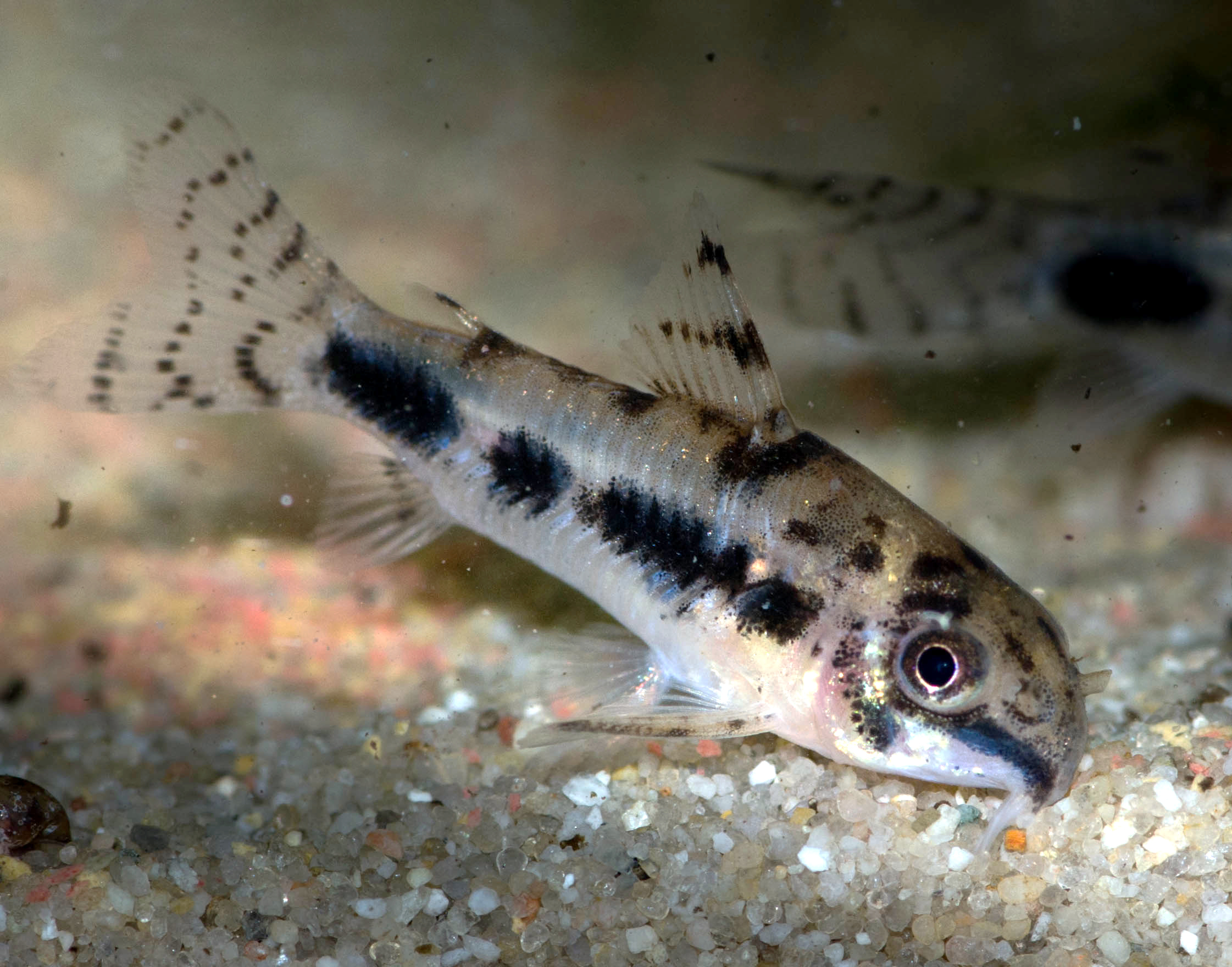
Hoplisoma habrosus.

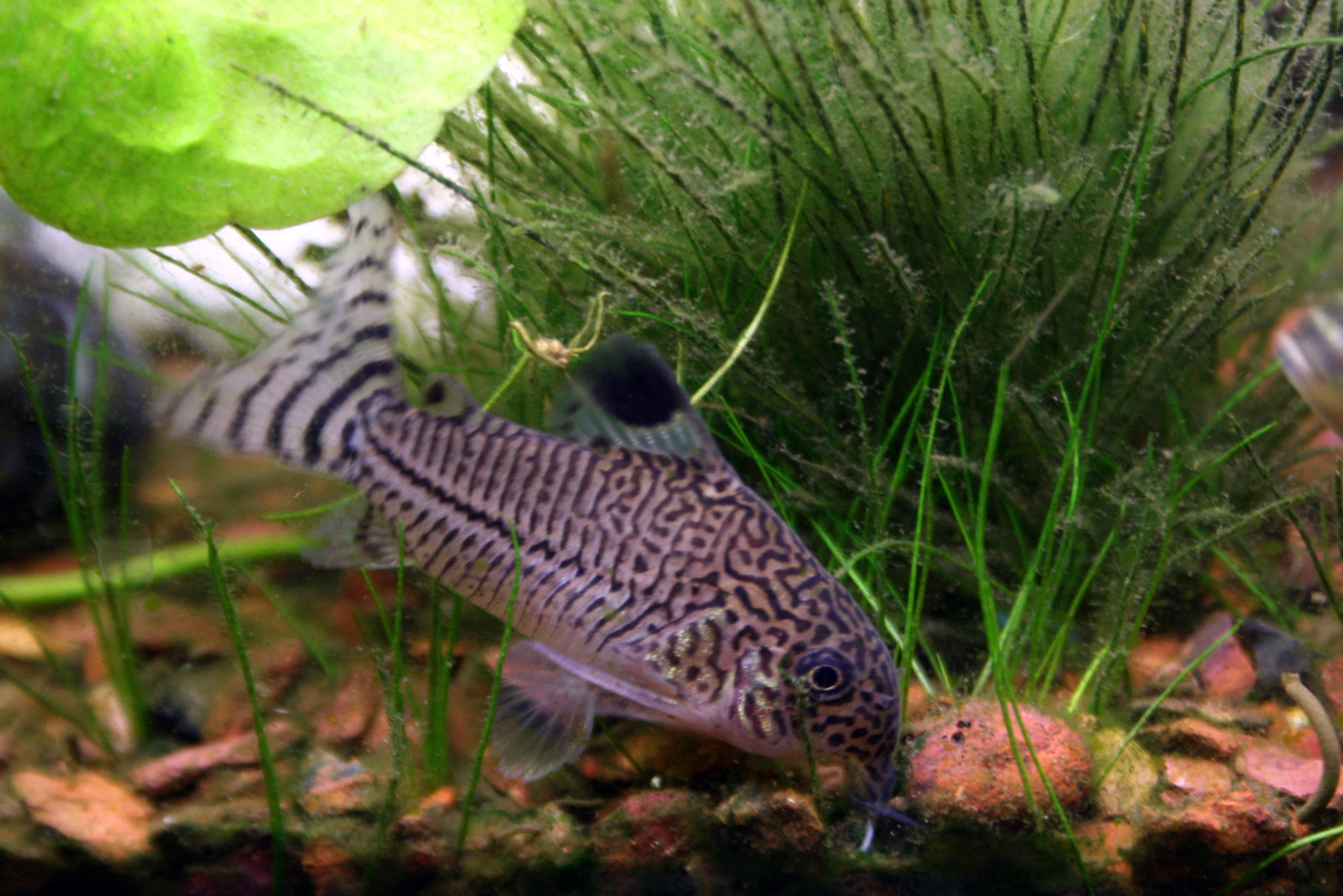
Hoplisoma julii.

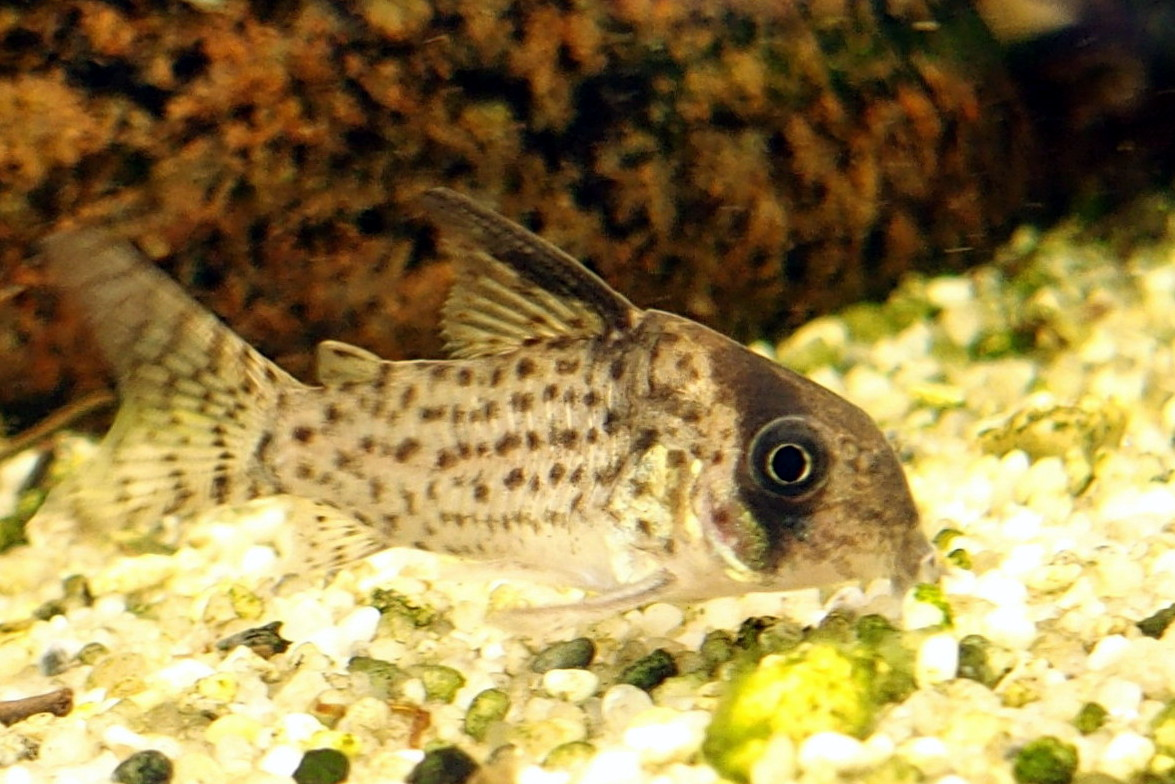
Hoplisoma kanei.

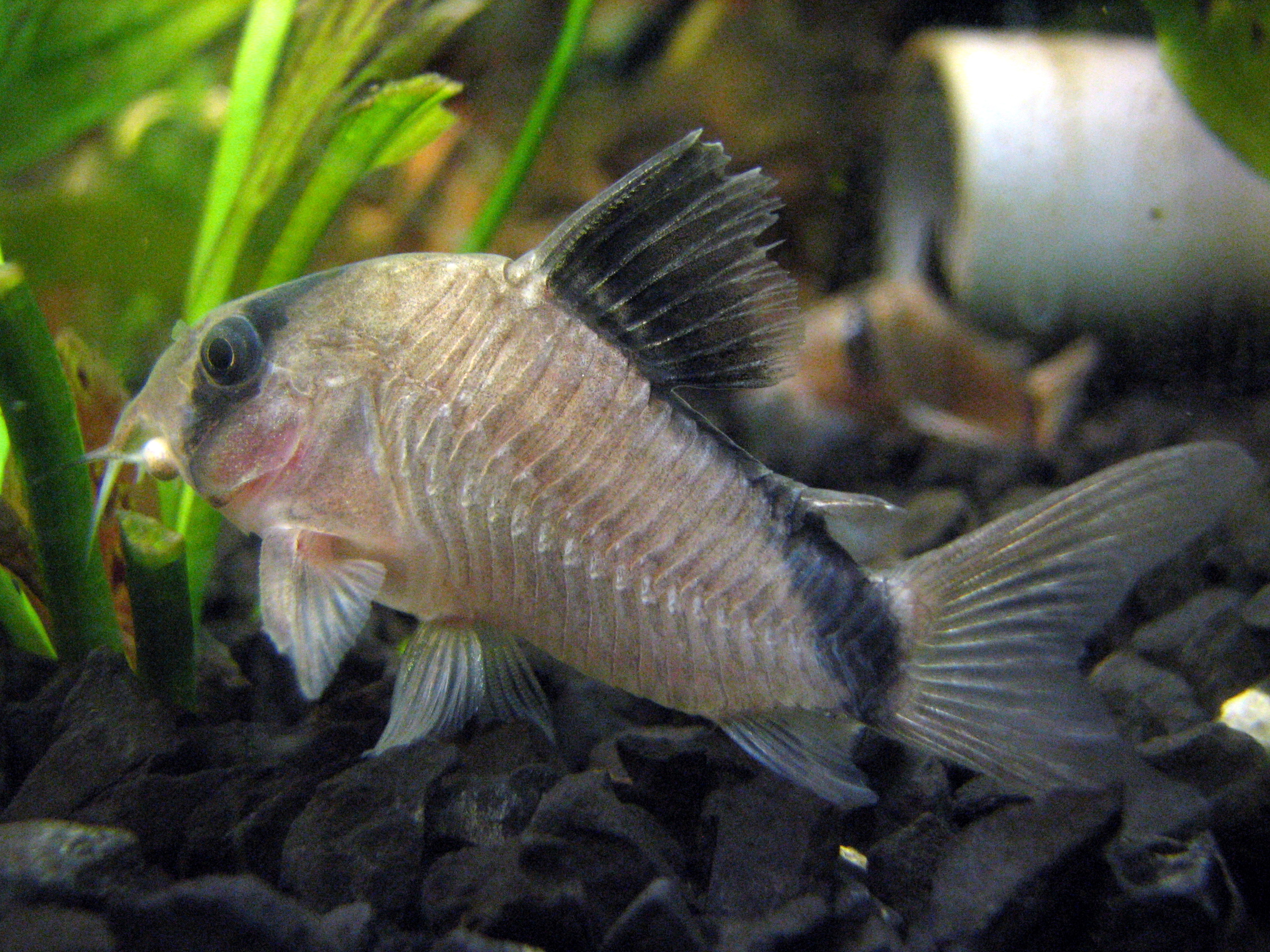
Hoplisoma metae.

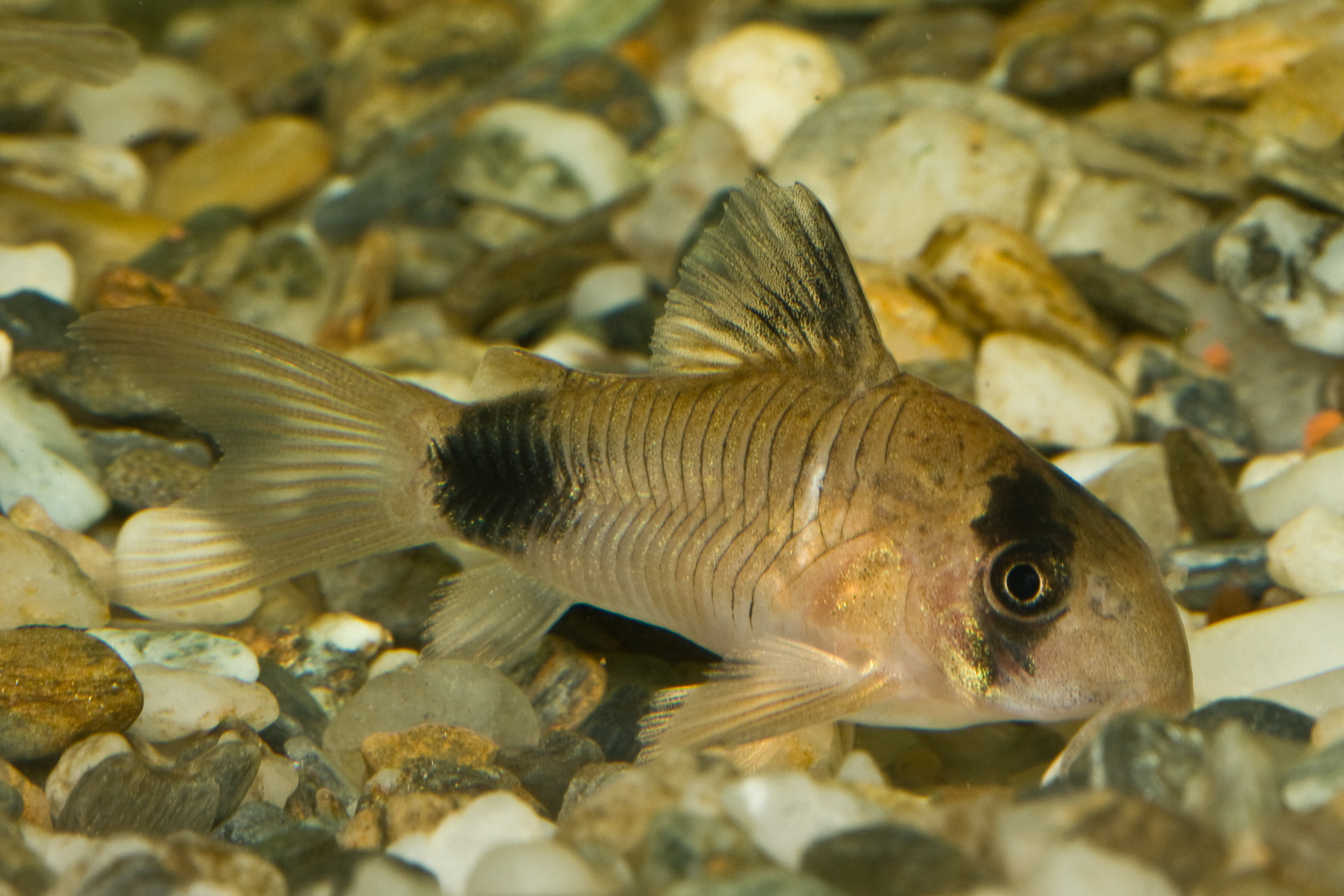
Hoplisoma panda.

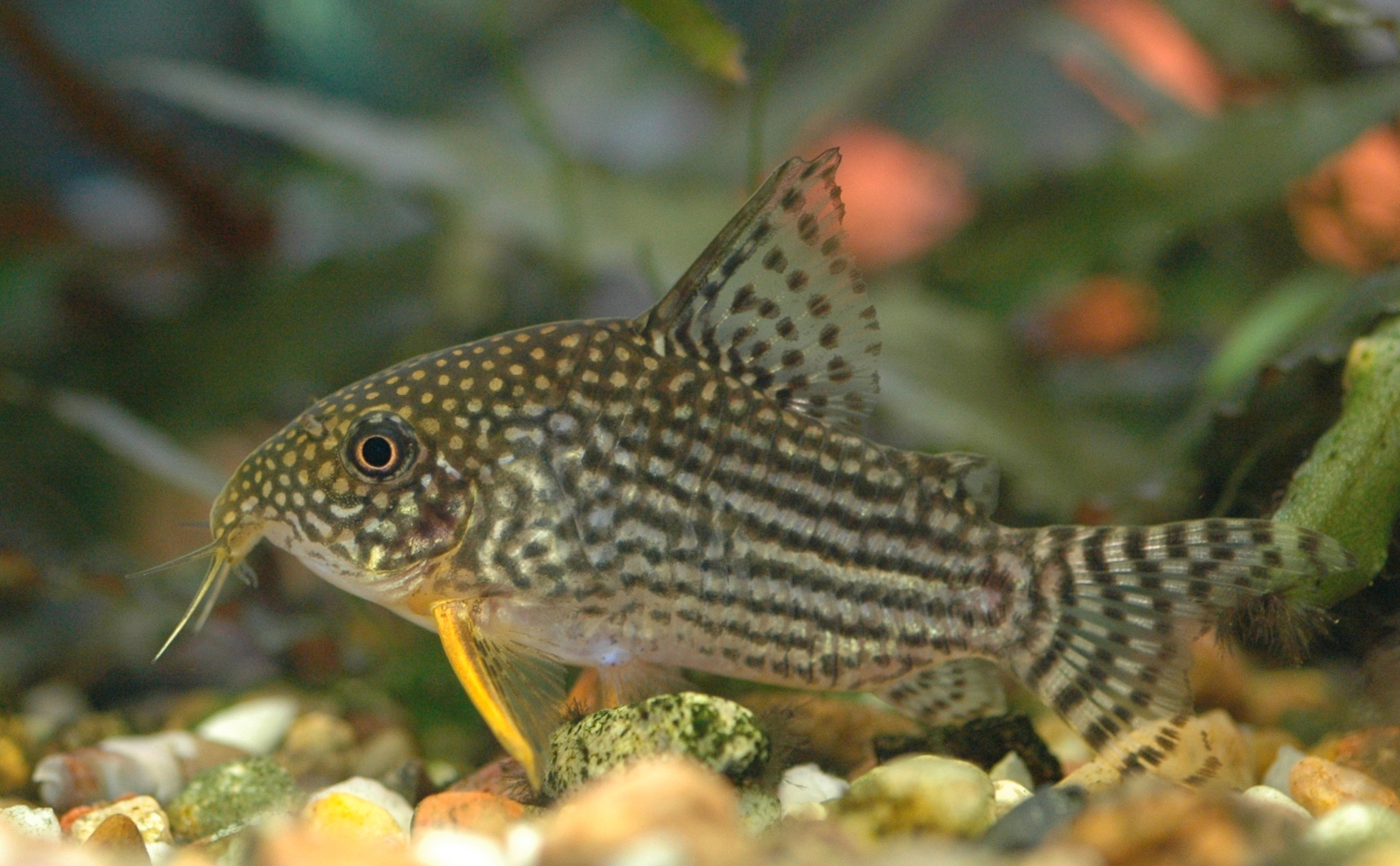
Hoplisoma sterbai.

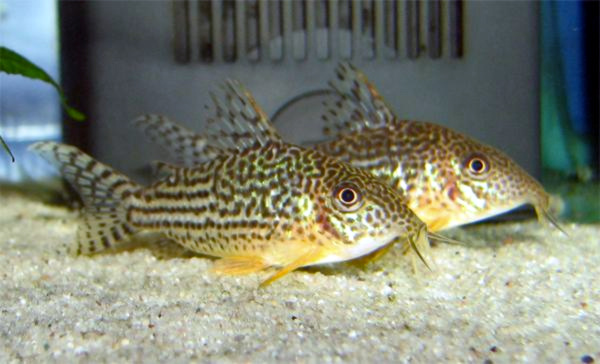
Hoplisoma haraldschultzi.

El género Hoplisoma fue descrito originalmente en el año 1838 por el naturalista, ornitólogo y artista inglés William Swainson, siendo su especie típica Cataphractus punctatus (Hoplisoma punctatus).

### Relaciones filogenéticas y subdivisión
En el año 1952 el ictiólogo alemán Jacobus Johannes Hoedeman creó la subfamilia Corydoradinae, la que fue estudiada en 2003 por Britto, y un año después por Shimabukuru-Dias y otros. Estos especialistas incluyeron a las especies del género Hoplisoma mayormente dentro de Corydoras, proponiendo diversas asociaciones entre ellas. 
En 1998, Reis había corroborado la monofilia de Brochis (proponiéndolo como hermano de Corydoras y ese grupo a su vez hermano de Aspidoras) sobre la base de 4 sinapomorfías, sin embargo, ninguna de estas lograron apoyo para el clado que contiene a Hoplisoma bristkii  y H. splendens, aunque en 2013 Vera-Alcaraz recuperó esta asociación como un clado monofilético con el apoyo de 16 sinapomorfías (cinco fenotípicas y 11 moleculares) resultando el grupo hermano de H. pantanalensis. La consideración genérica de Brochis había sido discutida por autores posteriores a Reis.
En el año 1970, H. Nijssen dividió a las especies de Corydoras en 9 grupos. En el año 1980, H. Nijssen y J. Isbrücker dividieron a las especies de Corydoras en 5 grupos; 3 de ellos se corresponden con Hoplisoma: el grupo “C. aeneus”, el grupo “C. barbatus” y el grupo “C. punctatus”.
En 2013, en su tesis, Vera-Alcaraz estudió toda la familia Callichthyidae abordando de manera total la evidencia disponible mediante análisis filogenéticos, empleando metodología cladística, lo que permitió corroborar mayormente las monofilias presentadas por anteriores especialistas, conciliando las diferencias con algunas propuestas de reordenamientos taxonómicos. Refrendó el tratamiento subfamiliar para Corydoradinae, y dado que encontró que Corydoras está formado por 3 clados monofiléticos, los categorizó como sendos géneros: Corydoras (senso stricto), Gastrodermus y Hoplisoma; los dos últimos géneros fueron revalidados.
Hoplisoma resultó ser el mayor clado dentro de la subfamilia Corydoradinae, siendo hermano del formado por Aspidoras más Scleromystax. El agrupamiento anterior a su vez es hermano de Gastrodermus. Finalmente, y como hermano de los otros clados de la subfamilia Corydoradinae, se encuentra Corydoras sensu stricto. Restaría una publicación formal para validar los cambios propuestos.
Subdivisión
Hoplisoma se subdividiría en alrededor de 113 especies. Esta numerosa agrupación de taxones se encuentra segmentada en grupos de especies, cada uno forma un clado cuyos integrantes están unidos por sinapomorfias fenotípicas y moleculares; para este género se han propuesto los grupos de especies: “H. paleatus”, “H. aeneus”, “H. splendens”, “H. melanistius” y “H. punctatus”.

## Distribución y hábitat
Las especies que integran el género Hoplisoma se distribuyen en el norte, centro y centro-sur de América del Sur, en todos los países del subcontinente (excluyendo Chile), con especies en Guyana, Guayana Francesa, Surinam, Venezuela, Colombia, Ecuador, Perú, Bolivia, Brasil, Paraguay y Uruguay hasta la Argentina, alcanzando por el sur la latitud de Bahía Blanca.
Está presente, al oriente de los Andes, en todas las grandes cuencas hidrográficas sudamericanas con pendiente del Atlántico: del Amazonas, del Orinoco, del Tocantins, del São Francisco y del Plata; también en cursos fluviales de Trinidad y Tobago y en drenajes atlánticos de las Guayanas y del este del Brasil, alcanzando por el sur la cuenca de la laguna de los Patos-Merín, en el este del Uruguay, y drenajes atlánticos bonaerenses.